# Epidendrum ellipsophyllum
Epidendrum ellipsophyllum är en orkidéart som beskrevs av Louis Otho Otto Williams. Epidendrum ellipsophyllum ingår i släktet Epidendrum och familjen orkidéer. Inga underarter finns listade i Catalogue of Life.